# Les Bessons
 Les Bessons  es una población y comuna francesa, situada en la región de Languedoc-Rosellón, departamento de Lozère, en el distrito de Mende y cantón de Saint-Chély-d'Apcher.

## Demografía
| 355 | 342 | 325 | 335 | 273 | 361 |
| Para los censos de 1962 a 1999 la población legal corresponde a la población sin duplicidades (Fuente: INSEE [Consultar]) |     |     |     |     |     |